# Coylton
Coylton est un village situé dans le South Ayrshire, en Écosse.